# 馬斯基根鎮區 (密歇根州)
馬斯基根鎮區（英語：Muskegon Township）是位於美國密歇根州馬斯基根縣的一個行政鎮區。

## 地方資料
馬斯基根鎮區的面積為61.70平方千米，當中陸地面積為60.80平方千米，而水域面積為0.90平方千米。根據2020年美國人口普查的數據，當地共有人口17596人，而人口密度為每平方千米285.19人。